# Eta Herculis
Eta Herculis (44 Herculis) é uma estrela na direção da constelação de Hercules. Possui uma ascensão reta de 16h 42m 53.74s e uma declinação de +38° 55′ 20.9″. Sua magnitude aparente é igual a 3.48. Considerando sua distância de 112 anos-luz em relação à Terra, sua magnitude absoluta é igual a 0.80. Pertence à classe espectral G7.5IIIb.